# Oakland, Lawrence County, Pennsylvania
Oakland är en ort i Lawrence County i delstaten Pennsylvania, USA.